# Tanya Reinhart

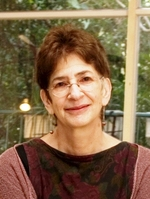
Tanya Reinhart

Tanya Reinhart (* 23. Juli 1943 in Haifa, Palästina; † 17. März 2007, New York City, Vereinigte Staaten) war eine israelische Linguistin. Sie hatte eine Kolumne in der israelischen Tageszeitung Jedi’ot Acharonot und schrieb auch für die Websites CounterPunch oder Z-net, meist über das Verhältnis zwischen Israel und den Palästinensern. Sie war die Ehefrau des israelischen Schriftstellers Aharon Schabtai.

## Wirken
Reinhart war Mitglied der kommunistischen Jugendorganisation Bánki und blieb der Kommunistischen Partei bis in die 1970er-Jahre treu. Sie studierte zunächst Philosophie und Hebräische Literatur an der Hebräischen Universität Jerusalem, wo sie 1967 ihren Abschluss machte und später auch einen M.A. erwarb. Im Jahre 1976 erwarb sie den Titel eines Ph. D. am Massachusetts Institute of Technology mit ihrer Arbeit The Syntactic Domain of Anaphora. Ihr Doktorvater war Noam Chomsky.
Tanya Reinhart lehrte von 1977 bis 2006 an der Universität Tel Aviv Sprachwissenschaft und Literaturtheorie und hatte auch einen Lehrauftrag an der Universität Utrecht. Im Jahre 2006 verließ sie Tel Aviv und beschloss ihr berufliches Leben an der New York University.
Reinhart hat sich auch als politische Aktivistin einen Namen gemacht und trat dafür ein, dass Israel die besetzten Gebiete im Westjordanland räumen soll. Sie war eine scharfe Gegnerin des Oslo-Friedensprozesses, da in ihren Augen dadurch die Besetzung der palästinensischen Gebiete nur verlängert und gefestigt würde. Sie war oft Teilnehmerin an Demonstrationen gegen die Israelischen Sperranlagen.

## Werke
- Israel/Palestine: How to End the War of 1948. Seven Stories Press, New York 2002, ISBN 1-58322-538-2
- The Road Map to Nowhere: Israel/Palestine Since 2003. Verso, London 2006, ISBN 1-84467-076-7
- Tanja Reinhart, Interface Strategies: Optimal and Costly Computations MIT PR 2006

In deutscher Übersetzung
- Tödlicher Friede. In: Irit Neidhardt (Hrsg.): Mit dem Konflikt leben!? Berichte und Analysen von Linken aus Israel und Palästina. Unrast, Münster 2003, ISBN 3-89771-010-2